# Krzysztof Grabowski (wokalista)
Krzysztof Grabowski ps. „Grabaż” (ur. 13 marca 1965 w Poznaniu) – polski piosenkarz, poeta, autor tekstów i kompozytor. Członek zespołów Strachy na Lachy i Pidżama Porno, z wykształcenia historyk. Określany jednym z najwybitniejszych polskich poetów rockowych.

## Życiorys
Dorastał w Pile, o której śpiewa w utworach „Piła tango” i „Maszerujemy naprzód (Odlotowa Dorota)”. Uczęszczał do I Liceum Ogólnokształcącego im. Marii Skłodowskiej-Curie w Pile. Ukończył historię na Uniwersytecie Adama Mickiewicza w Poznaniu. Duży wpływ na jego poglądy polityczne miała działalność londyńskiego zespołu The Clash i postawa Jacka Kuronia.
W 1982 zafascynował się muzyką punkrockową na festiwalu w Jarocinie. Na scenie zadebiutował w 1984 z zespołem Ręce do Góry. W 1987 założył zespół Pidżama Porno, którego jest liderem i wokalistą (z przerwą w latach 2007–2015, kiedy zawiesił działalność grupy). Podczas śpiewania piosenek na koncertach Pidżamy Porno nosił szapoklak, który stał się jego znakiem rozpoznawczym. Gra także w zespole Strachy na Lachy.
Pracował w poznańskim radiu „S”. Prowadził wieczorną audycję autorską w radiu Roxy FM. W 2006 wsparł kampanię „Muzyka Przeciwko Rasizmowi” Stowarzyszenia „Nigdy Więcej”.
W grudniu 2005 został nominowany do Paszportów „Polityki” w kategorii estrada (za płytę Piła tango zespołu Strachy na Lachy). W listopadzie 2007 zdobył Paszport „Polityki” w kategorii muzyka popularna (za album Autor), z uzasadnieniem: „za niezależność postawy artystycznej, za umiejętność łączenia estetyki rocka z tekstem literackim”. W 2008 otrzymał nagrodę Giganta „Gazety Wyborczej” oraz został wyróżniony Nagrodą Marszałka Województwa Wielkopolskiego w dziedzinie twórczości artystycznej, upowszechniania i odnowy dóbr kultury.

## Twórczość literacka
Po raz pierwszy teksty Grabaża zostały wydane w 1994 roku w tomiku „Welwetowe swetry”, zawierającym 46 tekstów piosenek Pidżamy Porno, Rąk Do Góry i Laviny Cox z lat 1983−1993. Tomik został wydany przez Lampa i Iskra Boża & Pasażer zine (ISBN 83-901125-4-X). W roku 1997 ukazało się wznowienie (ISBN 83-86735-21-X), które zawierało 63 teksty piosenek Pidżamy Porno, Rąk Do Góry i Laviny Cox autorstwa Grabaża z lat 1983−1996 oraz 5 cudzych tekstów, które wykorzystał do piosenek swoich zespołów. Większość piosenek jest opatrzona chwytami na gitarę.
15 maja 2008 ukazała się nakładem Lampy i Iskry Bożej Pawła Dunina-Wąsowicza książka pt. „Wiersze” (ISBN 978-83-89603-58-6), będąca zbiorem tekstów autorstwa Grabaża. Teksty zostały przeredagowane przez autora, co przejawia się głównie w rezygnacji z piosenkowej refrenicznej struktury tekstów.
W październiku 2010 nakładem wydawnictwa In Rock wydana została autobiografia Grabaża, zatytułowana Gościu Auto-Bio-Grabaż (ISBN 978-83-60157-55-8). Książka ma formę wywiadu, przeprowadzonego z artystą przez Krzysztofa Gajdę.
W 2013 roku, nakładem wydawnictwa Biuro Literackie, ukazał się tomik poezji Grabaża pt. Na skrzyżowaniu słów przygotowany przez Krzysztofa Gajdę (ISBN 978-83-63129-34-7).

## Filmografia
- Historia polskiego rocka (2008, serial dokumentalny, reżyseria: Leszek Gnoiński, Wojciech Słota)
- Piotrek trzynastego 2: Skórza Twarz (2012, film fabularny, reżyseria: Piotr Matwiejczyk)[11]
- Jarocin. Po co wolność (2016, film dokumentalny, reżyseria: Leszek Gnoiński, Marek Gajczak)[12]